# Usagi Yojimbo (jeu de rôle)
Le jeu de rôle Usagi Yojimbo est tiré de la bande dessinée américaine Usagi Yojimbo — 兎用心棒 de Stan Sakai. La première version a été éditée en 1998 par Gold Rush Games, et la deuxième en 2005 par Sanguine Productions. Une troisième édition — la deuxième pour Sanguine — est annoncée pour décembre 2019.

## Univers
Le jeu se déroule dans un Japon médiéval alternatif où les habitants sont des animaux humanisés (anthropomorphes). Mis à part quelques détails, il s'agit du Japon de la période Edo. Le fantastique y occupe une faible part, essentiellement par des personnages étranges.
La première partie du livre décrit les mœurs, l'histoire et la géographie réelles du Japon. En dehors de personnages politiques fictifs, la seule différence avec le Japon historique est la bataille de Sekigahara qui est rebaptisée Adachagahara.
Les animaux humanisés ne sont pas nécessairement des animaux peuplant le Japon réel (comme par exemple le rhinocéros). L'espèce animale n'introduit pas de distinction sociale (il n'y a pas de racisme inter-espèces), c'est juste un trait physique parmi d'autres.

## Règles de la première édition du jeu de rôle
La première édition utilise le système générique Instant Fuzion.

## Règles de la seconde édition du jeu de rôle

### Personnage
Le personnage est défini par cinq caractéristiques, des compétences 
(capacités spéciales), son espèce (lapin, chat, rhinocéros…), son métier et ses dons (capacités spéciales).
Les caractéristiques et les compétences sont définies par un dé ; plus le dé est élevé, plus le personnage est puissant dans ce domaine (par ordre de puissance croissante : d4, d6, d8, d10, d12).
La création du personnage est simple est rapide :
- le joueur choisit de mettre une caractéristique à 1d8, une caractéristique à 1d4, et les trois autres sont à 1d6 ; la caractéristique la plus puissante (à 1d8) détermine deux dons ;
- le joueur répartit des treize bâtons dans les compétences, le nombre de bâtons indique le type de dé utilisé (un bâton pour 1d4, quatre bâtons pour 1d6) ;
- il choisit ensuite une espèce et un métier ; cela lui donne des dons supplémentaires, et quatre compétences liées au métier se voient attribuer le dé de la caractéristique « métier » ; ces compétences peuvent donc disposer de deux dés, un acheté avec les bâtons et un dérivant de la profession.

### Résolution des actions
Lorsque deux personnages s'opposent, chacun jette le dé correspondant à la caractéristique et/ou à la compétence en jeu ; le jet le plus fort gagne. Si le personnage a deux dés à la compétence (compétence achetée avec des bâtons et compétence de métier), c'est le plus haut des dés qui est pris en compte.
De même, la difficulté d'une action est exprimée par des dés, ou bien par des nombres équivalents à des « dés pré-tirés ».
Si le joueur possède des dés dans la compétence, il jette alors ces dés-là ainsi que le dé de la caractéristique associée à la compétence ; s'il ne possède pas la compétence, il ne jette que le dé de la caractéristique.
Plusieurs cas se présentent :
- au moins un des dés est supérieur à tous les dés de l'adversaire ou de la difficulté de l'action ; le personnage vainc son adversaire, l'action réussit ;
  - plusieurs dés sont supérieurs : l'action est particulièrement réussie ; si tous les dés sont supérieurs, c'est une victoire totale ;
- les dés les plus haut sont égaux (« tie ») : situation neutre, match nul, éventuellement l'action échoue de justesse ou réussit de peu ;
- tous les dés sont inférieurs au dé le plus haut de l'adversaire ou de la difficulté : l'action échoue ; si tous les dés sont inférieurs au dé le plus bas de l'adversaire ou de la difficulté, l'échec est cuisant ;
- tous les dés sont des « 1 » : c'est une catastrophe (« botch », littéralement « salopé ») ; si un seul dé est jeté (le personnage ne possède pas la compétence et ne jette que la caractéristique), un « 1 » est une catastrophe.

### Combat
Le combat est découpé en « rounds » d'une durée approximative de six secondes. Au cours d'un round, l'ordre d'action est immuable. Les personnages sont répartis en factions, et tous les personnages de la même faction agissent les uns à la suite des autres. La faction qui agit en premier est celle qui a engagé le combat.
Le personnage peut faire normalement une attaque à son tour (lorsqu'il est dit « actif ») ; aux tours des autres joueurs (lorsqu'il est dit « réactif »), il peut faire une action de défense : une contre-attaque (ou une esquive) par round, et des esquives.
En début d'un « round », les joueurs font un jet d'initiative ; une réussite indique que le personnage est concentré (« gains Focus »), ce qui lui permettra d'être actif au tour d'un autre personnage ; un échec cuisant indique que le personnage est désorienté (« reeling », littéralement « chancelant ») et ne peut pas agir. Un personnage peut aussi se concentrer en refusant d'attaquer lors de son tour ; il se réserve alors la possibilité d'attaquer plus tard en « volant » l'action d'un autre personnage.
La concentration permet donc d'attaquer alors que c'est au tour d'un autre personnage ; cette attaque se produit avant l'attaque de l'adversaire qui doit donc se défendre (contre-attaque, parade ou esquive), mais si celui-ci est également concentré, il peut utiliser sa concentration pour agir en premier. La concentration permet également de « rallier » un partenaire (le motiver durant le combat, ce qui lui fait gagner la concentration), ou de mettre en œuvre certains dons.
Une attaque comporte donc un jet de la part de l'attaquant (« corps » et compétence arme) et un jet de la part du défenseur. Si l'attaquant fait un score supérieur, il touche son adversaire. Si les scores sont égaux :
- si le défenseur a choisi la contre-attaque, les deux adversaires sont touchés, à moins qu'un des adversaires ne décide de reculer auquel cas aucun n'est touché ;
- si le défenseur a choisi de parer ou d'esquiver, il est touché à moins qu'il ne recule.

Si le défenseur a un score plus élevé :
- s'il a choisi la contre-attaque, l'attaquant est touché ;
- s'il a choisi la parade ou l'esquive, il est sauf.

L'avantage de la parade sur la contre-attaque est que l'on peut parer des projectiles, et que certaines situations (par exemple défenseur à terre) imposent un malus à la contre-attaque (l'attaquant bénéficie d'un d12 supplémentaire) mais pas à la parade.
Si un personnage recule sur un terrain instable ou recule en étant désorienté, il chute.
Les notions de recul et de concentration permettent de prendre en compte la notion de gestion du rythme et de la distance dans les « budō » (« ma ai » en japonais).

## Règles de la troisième édition du jeu de rôle
La troisième édition (la seconde édition Sanguine) sera propulsée par l'Apocalypse.